# Navalvillar de Ibor
Navalvillar de Ibor è un comune spagnolo di 536 abitanti situato nella comunità autonoma dell'Estremadura.